# عصير قصب
عصير قصب السكر أو عصير القصب مشروب شعبي في بعض دول العالم وخاصة في أفريقيا وجنوب آسيا وجنوب شرق آسيا وأمريكا اللاتينية. ينتج عن عصر أعواد نبات قصب السكر بواسطة مكابس أو عصارات ضغط واستخلاص العصارة منها. يعتبر من المشروبات التي يجب أن تشرب طازجة لأنه سريع الأكسدة ويتحول إلى كحول إيثيلي.

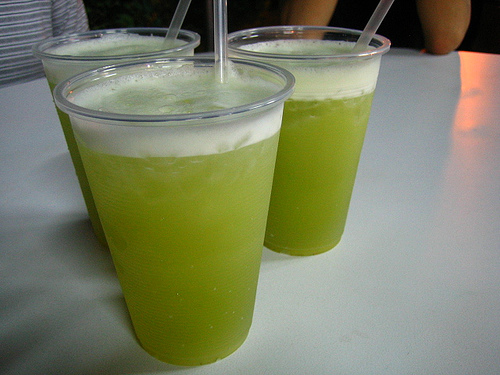
عصير قصب السكر

يستخدم هذا العصير كمشروب طازج مباشرة أو يتم تبخيره وتحويله إلى مكعبات سكر أو يدخل في صناعة العسل الأسود والخل والكحول.

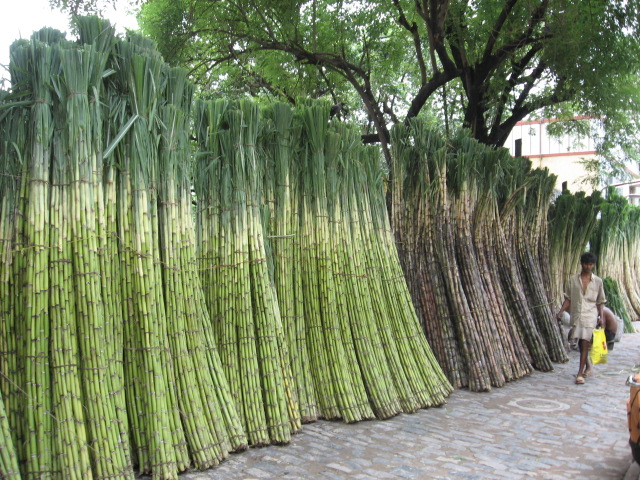
محصول قصب السكر في الهند

## الدول التي تشتهر به

### مصر
يعتبر عصير قصب السكر من أكثر المشروبات شعبية في مصر والاسم الشائع له«عصير قصب». وهو منتشر بكثرة بين المصريين نظرا لانخفاض ثمنه وكونه لا يتطلب أدوات وأجهزة غالية أو مساحات واسعة وكذلك لارتفاع فائدته الغذائية. كما أنه يعتبر من الموروثات القديمة في مصر.وهو لا يكاد يخلو من أي محل للعصائر ومتوفر في جميع المحافظات المصرية. ويقدم كمشروب طازج خام بدون أي إضافات كما يكثر تناوله في فصل الصيف وفي شهر رمضان بعد الإفطار.

### السعودية
تنتشر بها العديد من محلات عصائر القصب وخاصة في العاصمة الرياض وجدة،وقد انتقل هذا المشروب إلى السعودية مع قدوم المصريين والهنود والباكستانيين إليها وتتكاثر هذه المحلات علي وجه الخصوص في المناطق التي يقيمون بها.

### الهند
في الهند تنمو كميات كبيرة من قصب السكر، وتنتشر فيها صناعات السكر. وينتشر هذه المشروب على نطاق واسع وخاصة مع البائعين المتجولين على جنابات الطرق.ويضاف إليه الزنجبيل والنعناع والليمون لإضافة نكهة للعصير. ترتفع مبيعاته خلال فترة الأعياد.

### باكستان
يعتبر عصير قصب السكر هو المشروب الوطني لباكستان، ويباع بكثرة في المحلات ومع الباعة الجائلين علي الطرقات. ويقدم كمشروب طارج في اكواب زجاجية أو بلاستيكية.

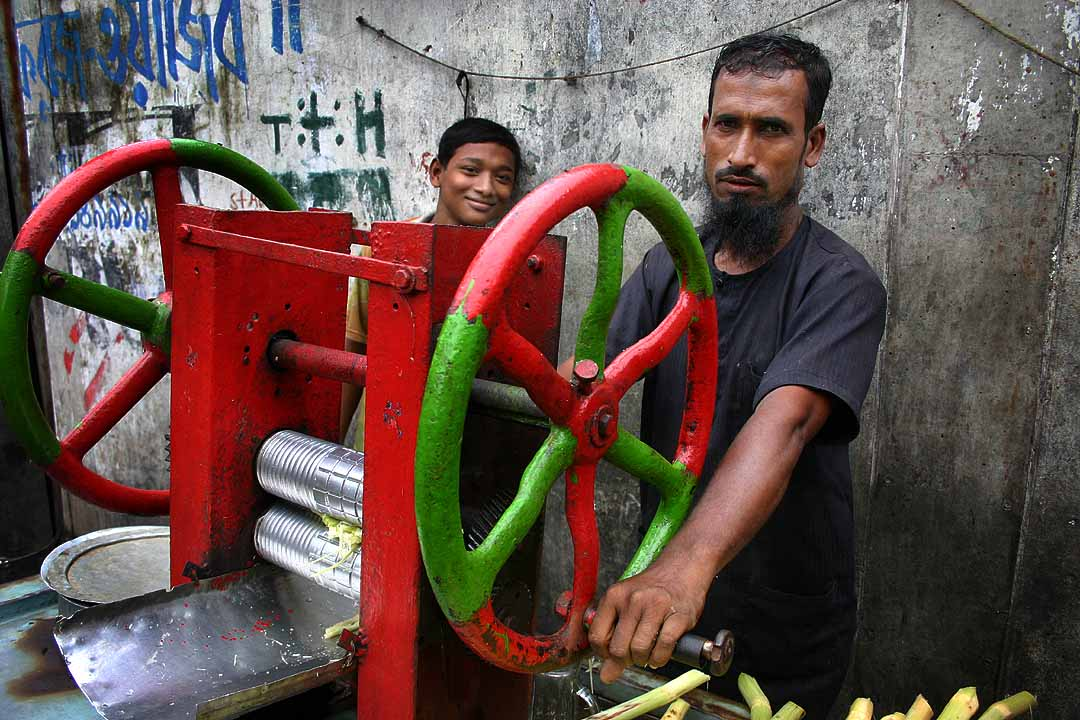
صور عصارة قصب يدوية في دكا - بنجلاديش

### بنجلاديش
مشروب شائع جدا في بنجلاديش ويتناوله عامة الناس. ويستخدم لعصره عصارات يدوية أو ماكينات كبيرة.

### هونغ كونغ
تم بيع عصير قصب السكر لأول مرة في هونغ كونغ عام 1970 عن طريق بعض الباعة المتجولين. وأدت شعبيته الكبيرة إلى صناعته على شكل زجاجات عصير. ويباع في المتاجر الكبرى مثل PARKnSHOP.

### زنجبار
في زنجبار، يقدم عصير قصب السكر مع كميات صغيرة من الزنجبيل الطازج.

### فيتنام
يحظى عصير قصب السكر بشعبية كبيرة في فيتنام كمشروب منعش في المناخ الحار. وهو متوفر في معظم الاكشاك في الشوارع الصغيرة، وغالبا ما يباع جنبا إلى جنب مع غيره من المشروبات الشعبية الآسيوية. وكان من الشائع لعصير قصب السكر أن يباع في أكياس بلاستيكية صغيرة مليئة بالثلج مع نهاية مفتوحة مرفقة بماصة بلاستيكية. ومن الشائع الآن أن يباع في أكواب زجاجية برغوة بيضاء علي سطحه.

### البرازيل
في البرازيل يسمي عصير قصب السكر بـ caldo أو دي قانا أو garapa ويقدم عادة مع الليمون.